# Turówka
Turówka est un village de Pologne, situé dans la gmina d'Augustów, dans le Powiat d'Augustów, dans la voïvodie de Podlachie.
En 2021, le village compte 119 habitants.